# Eupithecia inconclusaria
Eupithecia inconclusaria är en fjärilsart som beskrevs av Walker 1862. Eupithecia inconclusaria ingår i släktet Eupithecia och familjen mätare. Inga underarter finns listade i Catalogue of Life.